# الآرامية القديمة
يعود مسمى الآرامية القديمة إلى المرحلة الأولى من اللغة الأرمية والتي عرفت من النقوش الأرمية المكتشفة منذ القرن التاسع عشر الميلادي.
وقد عرفت هذه اللغة كلغة لدول ومدن الأراميين في بلاد الشام في أوائل العصر الحديدي ووكانت اللغة الأرمية متبناة كلغة مشتركة ومن هنا ورثتها الإمبراطورية الأخمينية كلغة رسمية خلال العصور الكلاسيكية القديمة. برزت اللغات العامية المحلية بشكل متزايد بعد سقوط الإمبراطورية الأخمينية ولهذا ظهر اختلاف في اللهجات الأرمية وتطورت مفاهيمها المكتوبة.
عام 224 م هو التاريخ التقليدي لصعود الإمبراطورية الساسانية وبحلول القرن الثالث افسحت اللغة المجال للأرمية الوسطى.

## الأرمية القديمة
تدل الأرمية القديمة على أقدم مرحلة وصلت لنا منذ نشأتها حتى أصبحت لغة مشتركة للهلال الخصيب والبحرين. كانت هذه اللغة هي لغة دول المدن الأرمية دمشق وحماة وإربد، وتم تفسير النقوش الملكية المميزة الموجودة في سمعل من قبل العلماء على أنها اختلاف  مميز عن الأرمية القديمة وعلماء أخرون فسروها على أنها لغة سامالية مستقلة ولكنهما على صلة وثيقة ببعضها.

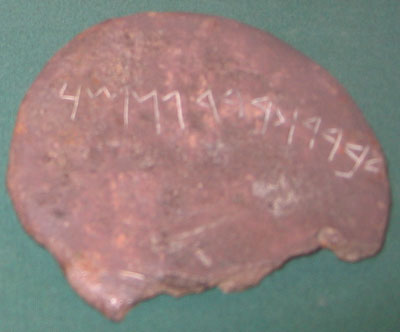
سبيكة فضية لبار ركيب، ابن بناموا الثاني، ملك سمعل (يسمى الآن Zincirli Höyük).

هناك نقوش تدل على تاريخ استخدام اللغة وتعود إلى القرن العاشر قبل الميلاد. وهذه النقوش في الغالب تكون وثائق دبلوماسية بين دول المدن الأرمية. ويعتقد أن الأبجدية الأرمية استندت على الأبجدية الفينيقية، وهناك توحيد في اللغة المكتوبة تتناسب مع احتياجات اللغة، لقد بدأت تتطور اللغة الأرمية في المناطق الشرقية من ارام وهيمنة الإمبراطورية الاشورية الجديدة تحت حكم تيغلاث بلصر الثالث على ارام دمشق في منتصف القرن الثامن وأدى إلى تأسيس اللغة الارمية كلغة مشتركة للإمبراطورية بدلا من ان يطغى عليها الاكاديون.
بدأت اللغة تنتشر في جميع الاتجاهات منذ 700 قبل الميلاد ولكنها فقدت الكثير من تجانسها فهناك لهجات أخرى ظهرت في بلاد اشور وبابل والشام ومصر ومع ذلك بدأت الأرمية الأشورية المتأثرة بالأكادية ثم بابل بالظهور (كما هو موصوف في 2 ملوك 18:26). قام مبعوثو حزقيا بطلب الملك يهوذا بالتفاوض مع القادة العسكريين بين الأشوريين  باللغة الأرمية حتى لا يفهم عامة الناس أيضا أدون وهو ملك كنعاني استخدم الأرمية للكتابة إلى الفرعون المصري حوالي 600 قبل الميلاد.
تم العثور على أول نقش أرامي قديم في أوروبا ولكن أصلة يعود إلى (بطليموس) مصر وهو لوحة كاربنتراس التي نشرها ريجورد عام 1704 م

## الأرمية الإمبراطورية
تبنى الأخمينيون الاستخدام المحلي للأرمية في أعقاب الفتح الأخميني لبلاد ما بين النهرين تحت قيادة داريوس الأول بعد 539 قبل الميلاد.
تبنى الأخمينيون اللغة الأرمية عندما وسعوا حكمهم غربا للاتصال الكتابي بين مختلف مناطق الإمبراطورية الشاسعة بشعوبها ولغاتها المختلفة ومن أهم الأشياء التي ساهمت في نجاح الأخمينيين في محافظتهم على إمبراطوريتهم هو استخدامهم للغة رسمية واحدة والتي اطلقت عليها الدراسات الحديثة اسم الأرمية الرسمية أو الأرمية الإمبراطورية.
صاغ جوزيف ماركورات عام 1927م مصطلح الأمبراطورية الأرمية Reichsaramaisch الذي في الأصل ألماني.
شكك ريتشارد فراي في عام 1955م أن اللغة الأرمية ليست لغة رسمية للإمبراطورية لعدم وجود بيان أو خبر يثبت أن الأرمية لغة رسمية فقام وأعاد تصنيف الأرمية بدلا من أن تكون لغة رسمية أصبحت لغة مشتركة للإمبراطورية وللأراضي الأخمينية وهذا يعني أن الأرمية في العصر الأخميني منتشرة كثيرا ليس كما يعتقدون أنها فقط في الإمبراطورية.

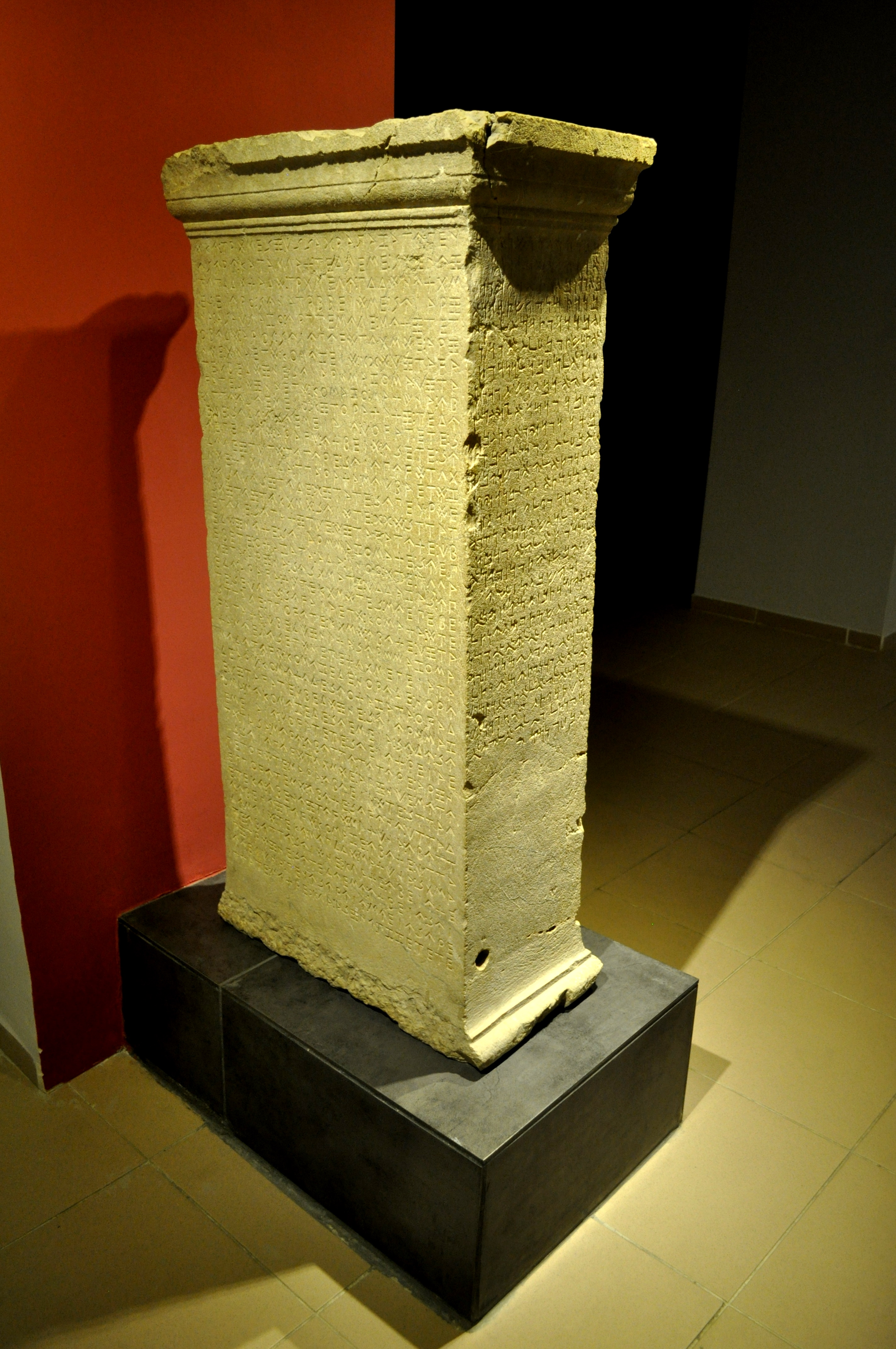
في القرن الرابع قبل الميلاد ، تستخدم Letoon بثلاث لغات اليونانية والليقية والآرامية. متحف فتحية.

استندت قواعد تهجئة الأرمية الإمبراطورية إلى الجذور التاريخية أكثر من أي لهجة منطوقة مما جعلها موحدة وما اكسبها ا وضوحا جديدا ومرونة قوية هو التأثير الأخميني للفارسية القديمة.
وبعد سقوط الإمبراطورية الأخمينية لقرون (في 331 قبل الميلاد) ظلت الأرمية الإمبراطورية أو لهجة مماثله لها تؤثر على مختلف اللغات الإيرانية الأصلية. ستبقى الكتابة الارمية وكأيديوغرامات ستبقى المفردات الأرمية كخصائص أساسية للنصوص البهلوية.
يبلغ عدد أكبر مجموعات النصوص الأرمية  الإمبراطورية الخاصة بألواح تحصين بريسيبوليس حوالي خمسمائة وتعد واحدة من أكبر المجموعات، أيضا أكثر الوثائق الموجودة على هذا الشكل من الأرمية تأتي من مصر ولاسيما الفنتين ومن أشهرها هو حكمة احيقار، وهو كتاب أمثال ارشادية يشبه كثيرا لأسلوب كتاب الأمثال التوراتي، إضافة إلى ذلك فأن الإجماع الحالي الجزء الارامي من كتاب دانيال التوراتي يعتبر كمثال على اللغة الأرمية الإمبراطورية الرسمية.
لاتكتشف الكلمات المستعارة العرضية من لغة محلية إلا بالفحص الدقيق مما يدل على أن الارمية الأخمينية موحدة بشكل كافي بحيث يصعب غالبا معرفة مكان كتابة أي مثال معين للغة.
تم اكتشاف مجموعة من ثلاثين وثيقة أرمية من باكتريا وتم نشر تحليل في نوفمبر 2006م.النصوص التي صدرت على الجلد تعكس استخدام الأرمية في القرن الرابع قبل الميلاد، الإدارة الأخمينية لباكتريا وصغديا.
أن الأرمية القديمة والعبرية التوراتية تشكل جزءا من مجموعات اللغات السامية الشمالية الغربية وربما لا يزال هناك وضوح كافي متبادل خلال العصور القديمة. وقالت حنينا بار حماة ان الله ارسل اليهود المنفيين إلى بابل لان اللغة (البابلية) اقرب إلى لغة ليشون هاكوديش.

## الأرمية التوراتية
الأرمية التوراتية هو مصطلح للمقاطع الأرمية المتخللة في الكتاب المقدس العبري وهذه المقاطع تشكل جزءا صغيرا من النص بأكمله (بنسبة 1%) ومعظمها يرجع إلى الأجزاء الأرمية من كتاب دانيال.
- - تكوين 47: 31 - ترجمة اسم مكان عبراني. - عزرا 4: 8 – 6: 18 و 7:12-26 - وثائق من الفترة الأخمينية (القرن الخامس قبل الميلاد) تتعلق بترميم الهيكل في القدس - نبوءة ارميا 10:11 - جمله واحدة في وسط نص عبراني تندد بعبادة الأصنام - دانيل ب2:4-7:28 - خمس حكايات تخريبية ورؤيا عن نهاية العالم.
- ان الأرمية التوراتية قدمت للكتاب الجدد الذين بدأوا في الدراسات المبكرة للكتاب المقدس. ولقد أسيئت تسمية [[الأرمية التوراتية]] منذ زمن جيروم ستريدون ت420 ووصفت بأنها كالبابلية التارغومية هي لدانية (كلدانية، كلدي) وقد بقيت هذه التسمية منتشرة في الدراسات الأرمية المبكرة إلى القرن التاسع عشر وفي النهاية عندما بين الباحثون المعاصرون ان اللهجة الأرمية الموجودة في الكتاب المقدس العبري ليس لها علاقة بالكلدان القدماء ولغتهم وبهذا تم ترك هذه التسمية الكلدانية الخاطئة.[7]

لهجة الأرمية التوراتية تقريبا لهجه هجينة ومن المفترض أن بعض المواد الأرمية التوراتية نشأت في كل من بابل ويهودا قبل سقوط سلالة الأخمينية.

## الأرمية ما بعد الأخمينية

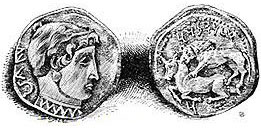
عملة الإسكندر الأكبر تحمل نقشًا باللغة الآرامية

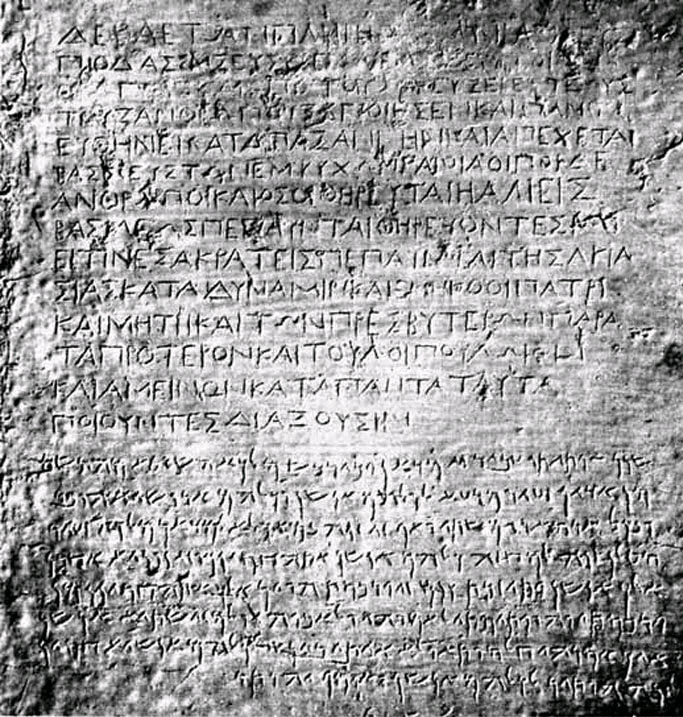
نقش ثنائي اللغة (يوناني وآرامي) لأشوكا ، القرن الثالث قبل الميلاد في قندهار ، أفغانستان

إن وحدة اللغة الأرمية والأدب لم تتدمر بسبب غزو الاسكندر الأكبر على الفور ومع القرن الخامس قبل الميلاد حتى أوائل القرن الثاني قبل الميلاد يمكن العثور على الأرمية التي تحمل تشابهاً وثيقاً نسبياً ومنذ بداية حكم السلوقيون اليونانيون كوين لإدارة سوريا وبلاد ما بين النهرين وتفوقت اللغة اليونانية على الأرمية كلغة مشتركة في مصر وسوريا في القرن الثالث قبل الميلاد واستمرت مع ذلك الأرمية ما بعد الاخمنيه في الازدهار من يهودا واشور وبلاد مابين النهرين عبر الصحراء السورية إلى شمال شبه الجزيرة العربية وبارثيا.
إن فئة ما بعد الأخمينية هي الأرمية الحشمونية وهي اللغة الرسمية لسلالة [[الحشمونئيم اليهودية]] (142/37قبل الميلاد) وقد اثرت على الأرمية نصوص قمران وكانت هذه اللغة هي اللغة الرئيسية لنصوص اللاهوتية غير الكتابية لتلك الجماعة وكانت ترجمات تارغومات الرئيسية ترجمات الكتاب المقدس العبري إلى الأرمية وهي مؤلفه في الأصل بالحشمونية وتظهر الحشمونية أيضاً في الاقتباسات في مشناه وتوسيفتا على الرغم من صقله في سياقه اللاحق وهي مكتوبة بشكل مختلف تماماً عن الأرمية الأخمينية وايضاً هناك تركيز على الكتابة حيث يتم نطق الكلمات بدلاً من استخدام الصيغ الأشتقاقية.
اللهجة التي اتت بعد الأخمينية المتأخرة الموجودة في تارغوم اونكيلوس وتارغوم جانوثين الرسمية هي البابلية التارغومية وفي وقت ما في القرن الثاني أو الثالث الميلادي وصل التارغوم الحشموني الاصلي إلى بابل ثم اعيدت صياغتها وفقاً للهجة بابل المعاصرة لإنشاء لغة التارغومات القياسية. شكل هذا المزيج الاساس للأدب اليهودي البابلي لعدة قرون تالية.
الجليل التارغومي يشبه البابلي التارغومي وإنه اختلاط الأدب الحشموني مع لهجة الجليل. ووصلت التارغومات الحشمونية إلى الجليل في القرن الثاني وأعيدت صياغتها في هذه اللهجة الجليلة للاستخدام المحلي ولم يتم اعتبار الجليل التارغومي عملاً موثوقاً به من قبل المجتمعات الأخرى وتشير الادلة الوثائقية إلى ان نصه قد تم تعديله من تارغوم في القرن الحادي عشر فصاعداً وبمجرد ان أصبح التارغوم البابلي معياراً، تأثرت نسخته الجليل بشده به.
الوثائقية البابلية الأرمية هي لهجه مستخدمه منذ القرن الثالث وما بعده وهي لهجة الوثائق البابلية الخاصة ومن القرن الثاني عشر كانت جميع الوثائق اليهودية الخاصة مكتوبه باللغة الأرمية (فهو مبني على الحشمونيه مع تغيرات قليلة جداً) ربما كان هذا بسبب أن العديد من الوثائق في الوثائقية البابلية الأرمية هي وثائق قانونية ويجب أن تكون اللغة المستخدمة فيها معقولة في جميع انحاء المجتمع اليهودي منذ البداية وكانت الحشمونية هي المعيار القديم.
كانت اللغة النبطية هي اللغة الأرمية الغربية المستخدمة من قبل الأنباط في النقب بما في ذلك [[مملكة البتراء]] . غطت المملكة  حوالي (200 قبل الميلاد/106متر) الضفة الشرقية لنهر الأردن وشبه جزيرة سيناء وشمال شبه الجزيرة العربية بداء الأنباط في استخدام الأرمية بدلاً من العربية الشمالية القديمة ربما بسبب أهمية تجارة القوافل. وتعتمد اللهجة على الاخمينية مع القليل من التأثير من اللغة العربية  غالباً ما يتم التحويل "I” إلى "n” هناك بعض الكلمات العربية المستعارة. توجد بعض النقوش الأرمية النبطية من الأيام الأولى للمملكة ولكن معظمها من القرون الأربعة الأولى قبل الميلاد. اللغة المكتوبة بخط متصل تمثل مقدمه الأبجدية العربية الحديثة. زاد عدد الكلمات المستعارة من اللغة العربية عبر القرون حتى اندمجت اللغة النبطية في القرن الرابع مع اللغة العربية بسلاسة.
كانت اللهجة المستخدمة في مدينة تدمر في الصحراء السورية هي الأرمية بالميرين من 44 قبل الميلاد إلى 274 ميلادي وكان مكتوباً بخط دائري والذي افسح المجال لاحقا لإسترانجيلا مثل النبطية، تأثرت بالميرين باللغة العربية ولكن بدرجة أقل بكثير.
أدى استخدام الأرمية المكتوبة في البيروقراطية الأخمينية إلى تعجيل اعتماد النصوص الأرمية  لتقديم عدد من اللغات الإيرانية الوسطى بالإضافة إلى أن العديد من الكلمات الشائعة بما في ذلك الضمائر والجزئيات والأرقام والمساعدين، استمرت في كتابتها ككلمات: ارميه حتى عند كتابة اللغات الإيرانية الوسطى. أصبحت هذه: الكلمات مع مرور الوقت في الاستخدام الإيراني منفصلة عن اللغة الأرمية واصبحت تفهم على أنها علامات (أي السجلات) تماما مثل العلامة (&) تقرأ ك (و) باللغة الإنجليزية واللاتينية الأصلية (et) لم يعد واضحا الآن.
تحت [[الامبراطورية البارثية]] في اوائل القرن الثالث قبل الميلاد التي استخدمت حكومتها اليونانية كوين ولكن لغتها الأم كانت البارثية، اكتسبت اللغة البارثية ونظام الكتابة المشتق من الأرمية المستخدمة للبارثية مكانة مرموقة. وقد أثر هذا بدوره على اعتماد اسم بهلوي (برثاوي، : من البارثيين: لإستخدامهم النص الأرامي مع تسجيلات). الإمبراطورية الساسانية التي خلفت ارساكيدس البارثيين في منتصف القرن الثالث الميلادي، ورثت فيما بعد نظام الكتابة الأرامي لمنهجهم العرق الإيراني الأوسط أيضاً تلك اللهجة الإيرانية الوسطى، أما الفارسية الوسطى أي لغة بلاد فارس الصحيحة أصبحت لاحقاً أيضاً لغة مرموقة. بعد الفتح الإسلامي لبلاد فارس من قبل العرب في القرن السابع تم استبدال نظام الكتابة المشتق من الأرمية بالنص العربي في جميع الاستخدامات ماعدا الزرادشتية والتي استمرت في استخدام اسم بهلوي في نظام الكتابة المشتق من الأرمية لأنشاء الجزء الأكبر من كل الأدب الإيراني الأوسط في نظام الكتابة هذا.

## أواخر الأرمية الشرقية القديمة

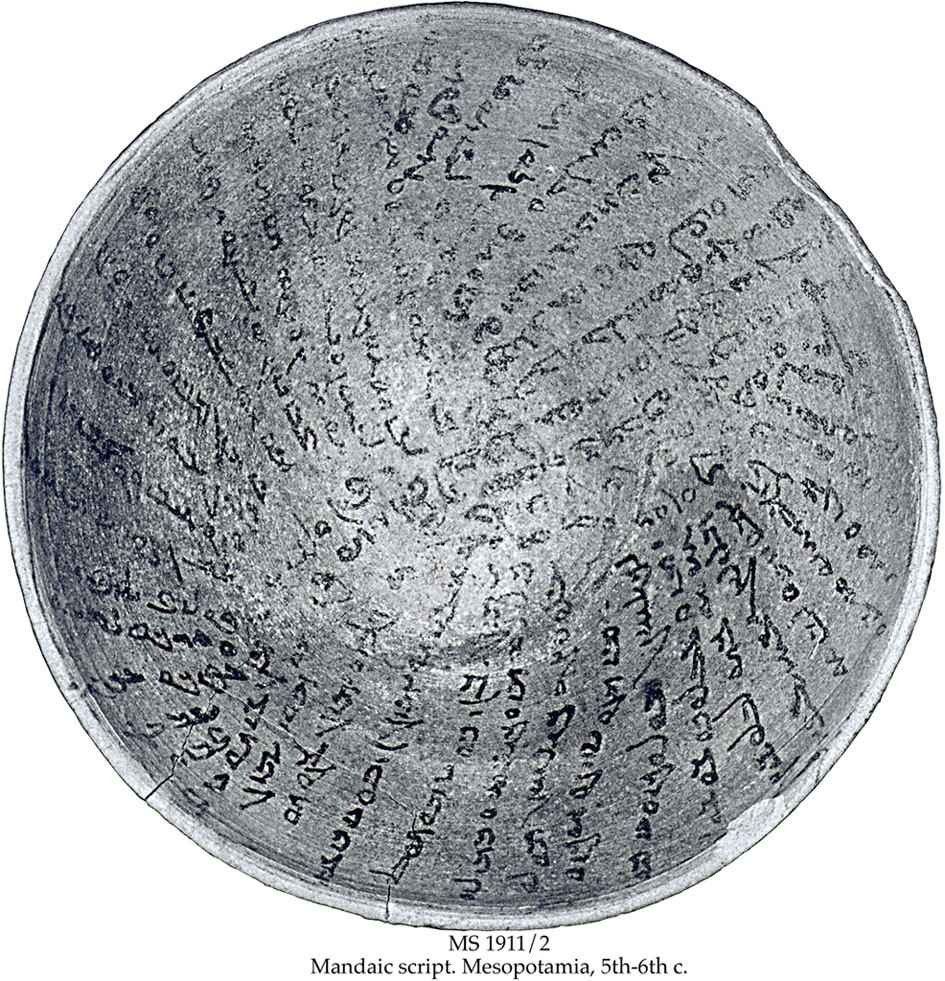
مانديك السحري "مصيدة شيطان"

أن اللهجات المذكورة في القسم الأخير تنحدر جميعها من الأرمية الإمبراطورية الأخمينية ولكن هذا لم يؤثر على استمرار اللهجات الإقليمية المتنوعة للأرمية القديمة وغالبا ما كانت لغات منطوقة بسيطة. هذه اللهجات المنطوقة لا يعرف الدليل المبكر لها الا من خلال تأثيرها على الكلمات والأسماء بلهجة قياسية وأصبحت اللهجات الإقليمية مع ذلك لغات مكتوبة في القرن الثاني قبل الميلاد وتعكس تيارا من الأرمية لا يعتمد على الأرمية الإمبراطورية وتنقسم انقساما واضحا بين مناطق بلاد ما بين النهرين وبابل والشرق ويهوذا وسوريا والغرب.
اندمجت لهجات بالميرين وأرسايد الأرمية في الشرق مع اللغات الإقليمية لإنشاء لغات ذات قدم في الإمبراطورية وقدم في الأرمية الإقليمية. الشكل المكتوب باللغة المندائية، هي لغة الديانة المندائية وينحدر من نص مكتب أرسايد.

## أواخر الأرمية الغربية القديمة
اتبعت اللهجات الإقليمية الغربية للآرامية مساراً مشابهاً لتلك الموجودة في الشرق وهي تختلف تماماً عن اللهجات الشرقية والأرمية الإمبراطورية وجاءت الأرمية لكي تتعايش مع اللهجات الكنعانية مما أدى ذلك في النهاية إلى إزاحة الفينيقية والعبرية تماماً في مطلع القرن الرابع.
إن أقدم لهجه للغة الأرمية الغربية القديمة مذكورة في مخطوطة من كتاب أخنوخ حوالي 170 قبل الميلاد وهي في منطقة شرق الأردن القديم من منطقة قيصيرية فيليبي، وقد نطق بها المجتمع اليهودي وعادة ما يطلق عليها الفلسطينيي اليهودي القديم وتسمى المرحلة المتميزة التالية من اللغة اليهودية القديمة في القرن الثاني الميلادي ويمكن العثور في النقوش والرسائل الشخصية، والاقتباسات المحفوظة في التلمود والايصالات من قمران على الأدب اليهودي القديم وتمت كتابة النسخة الأولى غير الموجودة لجوزيفوس من كتابه الحرب اليهودية بلغة اليهودية القديمة.
استمرت اللهجة الأردنية الشرقية القديمة في القرن الأول تستخدم من قبل المجتمعات الوثنية التي تعيش في شرق الأردن وغالباً ما يطلق عليها اسم فلسطيني قديم وثني وتمت كتابتها بخط متصل يشبه إلى حد ما تلك المستخدمة في اللغة السريانية القديمة وربما نشأت من اللهجة الوثنية لهجة فلسطينية مسيحيه قديمة وقد تكون هذه اللهجة وراء بعض الميول الآرامية الغربية الموجودة في الأناجيل السريانية القديمة الشرقية (انظر النسخ الأرمية الوسطى من الكتاب المقدس).
في القرن الأول الميلادي، تحدث اليهود في رومانية اليهودية في المقام الأول الآرمية (إلى جانب اللغة اليونانية كلغة دولية للإدارة والتجارة الرومانية).  بالإضافة إلى اللهجات الرسمية والأدبية من الأرمية القائمة على [[الحشمونية]]والبابلية، كان هناك عدد من اللهجات العامية الأرمية.  تم التحدث بسبع لهجات من الأرمية الغربية بالقرب من اليهودية في زمن يسوع.  ربما كانت مميزة ولكنها مفهومة بشكل متبادل.  إن اليهودية القديمة كانت اللهجة البارزة في القدس. واليهودية  كانت منطقة عين جدي لهجة جنوب شرق اليهودية. كان للسامرة الأرمية السامرية المميزة، حيث أصبح نطق الحروف الساكنة هو وهيث وآين جميعًا كما هو الحال في الحرف الأول من الأبجديات، ويفترض أنها توقف المزمار.  الجليل الأرمية، وهي لهجة منطقة بيت يسوع، معروفة فقط من خلال أسماء أماكن قليلة، والتأثيرات على الجليل التارغومي، وبعض الأدب الحاخامي وبعض الحروف الخاصة.  يبدو أن لديها عددًا من الصفات المميزة: لا يتم أبدًا تبسيط الخُناق في شكل أحادي. وفي  شرق الأردن، تم التحدث باللهجات المختلفة للشرق الأردني.  في منطقة دمشق وجبال لبنان، وتم التحدث بالآرامية الدمشقية (يتم استنتاجها في الغالب من الأرمية الغربية الحديثة).  أخيرًا وإلى الشمال حتى حلب، تم التحدث باللهجة الغربية للعاصي الآرمية.
أثرت اللغات الثلاث على بعضها البعض، وخاصة اللغة العبرية واللغة الآرمية.  فدخلت الكلمات العبرية الآرامية اليهودية (معظمها كلمات دينية تقنية ولكن أيضًا كلمات يومية مثل كلمة "ēṣ" خشب ". وأيضا دخلت الكلمات الآرامية إلى العبرية (ليس فقط الكلمات الآرامية هي التي دخلت مثل مامون "الثروة" ولكن الطرق الآرامية لاستخدام كلمات مثل جعل العبرية الراعي، "يُنظر" تعني "جدير" بمعنى "يبدو"، وهي ترجمة مستعارة  الآرامية آازي تعني "مرئي" و "جدير").
تحافظ اللغة اليونانية في الغالب في العهد الجديد على سامية غير يونانية، بما في ذلك الترجمة الصوتية للكلمات السامية .
- بعضها آرامي مثل talitha (ταλιθα) التي يمكن أن تمثل الاسم alyĕṯā (مرقس 5:41). يمكن للآخرين أن يكونوا إما عبرية أو أرمية مثل ربوني (Ραββουνει)، والتي تعني «سيدي / عظيم / معلمي» في كلتا اللغتين (يوحنا 20:16).

## فهرس
- تي موراوكا وبورتن (2004). قواعد اللغة الآرامية المصرية . كتيب الدراسات الشرقية، الشرق الأدنى والأوسط. بريل.
- فرانز روزنتال (1995). قواعد اللغة الآرامية الكتابية . الطبعة السادسة المنقحة. فيسبادن: أوتو هاراسويتز.